# Manifest Russella-Einsteina
Manifest Russella-Einsteina – apel napisany przez Bertranda Russella i wystosowany 9 lipca 1955 r. w Londynie przez niego i Alberta Einsteina do uczonych z całego świata, by zjednoczyli się w dążeniu do zrealizowania światowego pokoju przez rozbrojenie i porozumienie. Pod apelem podpisało się 11 naukowców (Albert Einstein, Bertrand Russell, Leopold Infeld i Józef Rotblat, Max Born, Perry W. Bridgman, Frederic Joliot-Curie, Hermann Joseph Muller, Linus Pauling, Cecil F. Powell, Hideki Yukawa). Manifest dał początek ruchowi Pugwash i debacie o kontroli zbrojeń, które na przełomie lat 60. i 70. XX w. przybrały formę umów międzynarodowych.